# Focillopis dichroana
Focillopis dichroana är en fjärilsart som beskrevs av Pierre E.L. Viette 1958. Focillopis dichroana ingår i släktet Focillopis och familjen nattflyn. Inga underarter finns listade i Catalogue of Life.